# 직산 백씨
직산 백씨(稷山白氏)는 충청남도 천안시 직산읍을 본관으로 하는 한국의 성씨이다.

## 역사
직산 백씨(稷山白氏)는 세종실록지리지에 있는 직산 토성 (崔·兪·白·趙)의 하나다. 시조 백양신(白良臣)은 고려 때 평장사(平章事)를 지냈다고 하나 전거가 없다. 검교태자태보 비서감을 지낸 장수(張脩, ? ~ 1156년) 묘지명에 그 외조가 상사직장동정(尙事直長同正)을 지낸 직산 백씨 백가적(白可績, 1045년경 출생)이라고 기록되었는데, 백문보의 9대조에 해당한다.
대흥 백씨의 시조 백임지(1130년 ~ 1191년)는 백가적의 후손으로 그 묘지명에 대흥 출신이라 하였다. 고려 후기 문신 백문보(白文寶)가 직산군에 봉해졌다.
백천장(白天藏)의 증손이라는 백수희(白受禧)는 1450년(세종 32) 경오식년시 과지(科紙)에 본관을 직산(稷山)이라 썼다.

## 본관 연혁
직산(稷山)은 삼한시대 마한 54개 소국 중의 하나인 목지국이 있었던 곳으로, 삼국시대에는 백제 위례성 또는 고구려의 사산현(蛇山縣)이었다. 통일신라 때는 백성군 사산현이 되었다.
고려 때 천안부 직산이었고, 조선에서는 직산군(서변, 일서면)이었다. 충청도 공주목의 관할이었고, 1895년 제2차 갑오개혁으로 23부제를 실시하였을 때 공주부에 속하였다. 1914년 천안군, 직산군(현 직산읍, 성환읍, 성거읍, 입장면), 목천군(현 목천읍, 북면, 성남면, 수신면, 병천면, 동면)이 천안군으로 통합되어 천안군 직산면이 되었다. 1963년 천원군에 속했다가 1991년 다시 천안군 직산면이 되었다. 1995년 천안시 직산면에서 2002년 천안시 직산읍으로 승격하였다.
직산군은 고려시대에 교통의 요충지로 홍경원(弘慶院)이 설치되어 있던 곳인데, 홍경원은 고려 현종이 1021년 아버지 안종을 추념하여 세운 280칸짜리 고려 10대 사찰 중의 하나로 본래 교통의 편의를 위해 설치되어 막대한 경제력을 행사하였던 것으로 추측되는데, 망이·망소이의 난때 명학소민들이 홍경원을 불태우고, 홍경사의 승려들을 죽였다는 기록이 있다.

## 인물
- 백사유(白思柔) 973년에 문과에 장원급제하고 991년 한림학사(翰林學士)로 송나라에 사신으로 다녀왔다.

- 백현례(白玄禮), 고려 초기의 명필로 벼슬은 국자승(國子丞)을 지냈다. 해서(楷書)의 고려 제1인자로, 1026년(현종 17) 홍경사개창비문(弘慶寺開創碑文)(국보 제7호)을 썼다.

- 백임지(白任至, 1130년 ~ 1191년) 고려 중기의 무신, 형부상서(刑部尙書) 지추밀원사(知樞密院事)
- 백원항(白元恒, ? ~ ?)은 고려 후기의 문신이자 정치인이며 시인(한시작가)이다. 안향의 문인으로 1279년(충렬왕 5) 국자감시(國子監試)에 장원으로 급제하였다. 1311년(충선왕 3) 다시 선군(選軍)을 설치할 때 지언부사(知讞部事)로서 별감사(別監使)가 되고 뒤에 전교령(典校令)이 되었다. 1314년(충숙왕 1)에 윤신걸(尹莘傑)·윤선좌(尹宣佐) 등과 함께 『자치통감(資治通鑑)』을 진강(進講)했다. 1317년(충숙왕 4)에 총부전서(摠部典書)로 동지공거(同考試官)가 되어 홍의손(洪義孫) 등을  진사(進士)로 뽑았다. 1321년(충숙왕 8) 밀직사(密直使) 첨의평리(僉議評理)가 되었으며, 그 해 박효수(朴孝修)와 함께 원나라 중서성(中書省)에 대위왕(大尉王)의 환국(還國)을 청원하는 상서(上書)를 올렸다.

- 백문보(白文寶, 1303년 ~ 1374년) 고려 후기의 문신, 정당문학(政堂文學) 직산군(稷山君)

## 과거 급제자
고려 문과
백사유(白思柔) 백가이(白可易) 백유(白曘) 백용섭(白龍燮) 백취문(白就文) 백원항(白元恒) 백인수(白仁壽) 백문보(白文寶)
조선 문과
백수희(白受禧)
무과
백풍세(白風世) 백근립(白根立)
의과
백사립(白士立) 백징현(白徵賢) 백진벽(白眞璧)

## 인구
2000년 인구는 28가구 93명이다.

## 분파
- 선산 백씨(善山白氏)  선산 토성 (金·郭·文·林·沈·秦·白)의 하나다.[3] 선산 백씨의  백인관(白仁寬)이다. 다른 계통으로 조선 중기에 임천 백씨 단항(端恒)의 후손인 인적(仁迪)이 선산 백씨로 분적했다.
- 대구 백씨(大邱白氏)  대구 토성 (白·夏·裵·徐·李)의 하나다.[4] 대구 백씨 시조는 백서경(白瑞卿)이다. 이전에는 해안 백씨라고도 했다.
- 청도 백씨(淸道白氏)  청도 토성 (申·金·白·李·曺)의 하나다.[5] 시조는 백계영(白桂英)이다. 백계영은 고려 때 청도 호장으로 박경순 일당의 난을 진압하고 영직되어 청도를 관향으로 삼았다. 고려 말에 첨의평리(僉議評理)를 지낸 백원항(白元恒)이 있었고, 조선 조에 백구(白球)가 경주로 이거하였다. 증손 백이소(白以昭)가 임란 때 경주에서 창의하였다. 2000년 인구는 213가구 702명이다. 2015년 인구는 1,479명이다.
- 신풍 백씨(新豐白氏)  신풍 성 (白·朴)의 하나다.[6] 공주 백씨라고도 한다. 시조는 고려 전기 사람으로 태자사부(太子師傅)를 지냈다는 백가미(白可美)이다.
- 대흥 백씨(大興白氏)  대흥 토성 (李·韓·白) 중 하나다.[7] 시조 백임지(白任至, 1131년 ~ 1191)[8] [주 9]

는 고려 의종 때인1170년(의종 24) 정중부(鄭仲夫)의 난으로 무신들이 정권을 잡자 형부상서(刑部尙書), 지추밀원사(知樞密院事)에 올랐다. 2000년 인구는 399가구 1,280명이다. 2015년 인구는 4,041명이다.
- 임천 백씨(林川白氏)  임천 토성 (趙·林·方·白·翟)의 하나다.[10] 시조는백경신(白景臣)이다. 2000년 151가구 473명이다.
  - 해미 백씨(海美白氏)  해미 토성 (정해현(貞海縣))(白·韓·仇·尹)의 하나다.[11] 시조 백광성(白光成)은 전라도 장흥 출신이며, 1561년(명종 16년) 진사시에 급제했다. 조선 중기 문신이자 시인 백광홍, 백광훈 형제가 있다. 2000년 인구는 24가구 87명이다.
    - 태인 백씨(泰仁 白氏) 시조는 백녹승(白祿承)이다. 해미 백씨에서 분적했다. 의주와 태천으로 이거하였다. 임진왜란 때 무신 백광언, 병자호란 때 무장 백광종,  백광조가 있다. 2000년 인구는 156가구 485명이다. 2015년 인구는 1,228명이다.

  - 수원 백씨(水原白氏)  백씨 중시조 창직의 증손 백휘(白揮)가 '고려 목종 때 대사마대장군(大司馬大將軍)으로 수원군(水原君)에 봉해졌고, 9세손 천장(天藏)은 원(元)나라에서 이부상서를 거쳐 우승상(右丞相)을 지내고 귀국하여 충선왕 때 수성백(水城伯)에 봉해졌으므로 후손들이 수원(水原)을 관향(貫鄕)으로 삼게 되었다'고 하나 사적에 없다. 다만 수원 백씨는 개성에서 왔다고 했다.[주 10] 조선 조 이래 백씨의 대종을 이루고 있다. 백효삼(白效參)의 증손인 문신 백인걸(白仁傑)이 있다. 2015년 인구는 354,428명이다.[주 11]
  - 부여 백씨(夫餘白氏)  시조는 고려 전기에 부여군(扶餘君)을 지냈다는 백영신(白英臣)이다. 임란 때 백수회(白受繪)가 계보를 잃고 양산에 정착하여 후손들이 세거함으로써 양산 백씨가 생겼다. 2015년 인구는 2,120명이다.

## 주해
1. ↑  사간원우헌납, 전교서별제, 판관을 거쳐 부사(府使)에 추장되었다.
2. ↑  백가이는 1032년(덕종 1) 임신방 장원 급제자, 본관 누락.
3. ↑  백유는 이종(易宗)의 아들, 1114년(예종 9) 갑오방 장원 급제자, 본관 누락.
4. ↑  백용섭은 1175년(명종 5) 을미방 장원 급제자, 본관 누락.
5. ↑  백취문은 1262년(원종 3) 임술방 아원 급제자, 본관 누락.
6. ↑  충렬왕조 급제자 본관 누락. 경주이씨대동보 권지1 p.39 직산 본관 확인.
7. ↑  백인수는 완(琓)의 아들, 1302년(충렬왕 28) 급제자, 본관 누락.
8. ↑  백수희는 백천장(白天藏)의 증손인데, 1450년(세종 32) 경오식년시 과지(科紙)에 본관을 직산(稷山)이라 썼다.
9. ↑   백임지는 남포 백씨의 시조로 알려져 있었는데, 백임지묘지명에 의하면 그는 대흥 출신으로 외가인 남포에서 자란 것으로 되어 있다.
10. ↑   세종실록 148권, 지리지 경기 수원 도호부 조에 '서울에서 온 성[京來姓]이 1이니, 백(白) '이라 했으니 이는 고려 조가 망하고 조선 조가 들어서면서 개경으로부터 새로운 도성인 한양으로 내려온 백씨 일족이 있었음을 말하고 있다.
11. ↑  세종실록 148권, 지리지 경기 수원 도호부 조를 보면, 본부(本府)의 토성(土姓)이 4이니, 최(崔)·김(金)·이(李)·서(徐)요, 서울에서 온 성[京來姓]이 1이니, 백(白)이요, 촌락성(村落姓)이 1이니, 하(河)이며, 망성(亡姓)이 4이니, 백(白)·최(崔)·이(李)·방(方)이다. <중략> 분촌(盆村)의 토성(土姓)이 1이니, 백(白)이며, 망성(亡姓)이 1이니, 전(田)이다. 내미(內彌)의 토성이 1이니, 이(李)요, 망성이 1이니, 백(白)이며, 속성이 1이니, 이(李)이다. <후략>